# Diocesi di Sebaste di Frigia
La diocesi di Sebaste di Frigia (in latino Dioecesis Sebastena in Phrygia) è una sede soppressa del patriarcato di Costantinopoli e una sede titolare della Chiesa cattolica.

## Storia
Sebaste di Frigia, identificabile con Sivasli nell'odierna Turchia, è un'antica sede episcopale della provincia romana della Frigia Pacaziana nella diocesi civile di Asia. Faceva parte del patriarcato di Costantinopoli ed era suffraganea dell'arcidiocesi di Laodicea.
La diocesi è documentata nelle Notitiae Episcopatuum del patriarcato di Costantinopoli fino al XII secolo.
Sono sette i vescovi che Michel Le Quien attribuisce a questa diocesi. Modesto partecipò al concilio di Calcedonia nel 451. Anatolio prese parte al secondo concilio di Costantinopoli nel 553; tuttavia lo stesso vescovo è inserito da Le Quien anche nella cronotassi dei vescovi di Sebaste di Cilicia; nella prosopografia di Destephen è esclusa la presenza di questo vescovo tra quelli della diocesi civile di Asia che parteciparono al concilio del 553. Platone era presente al concilio detto in Trullo nel 692. Leone assistette al secondo concilio di Nicea nel 787. Eutimio e Costantino presero parte rispettivamente ai concili di Costantinopoli dell'869-870 e dell'879-880 che trattarono la questione del patriarca Fozio di Costantinopoli. Le Quien aggiunge un vescovo Teodoro, vissuto all'epoca dell'imperatore Basilio II Bulgaroctono. Infine la sigillografia ha restituito il nome di un vescovo di Sebaste, Leone, vissuto nell'XI secolo.
Dal XIX secolo Sebaste di Frigia è annoverata tra le sedi vescovili titolari della Chiesa cattolica; la sede è vacante dal 2 marzo 1958. Nelle fonti la sede è chiamata anche "Sebaste di Laodicea".

## Cronotassi

### Vescovi greci
- Modesto † (menzionato nel 451)
- Anatolio ? † (menzionato nel 553)
- Platone † (menzionato nel 692)
- Leone † (menzionato nel 787)
- Eutimio † (menzionato nell'869)
- Costantino † (menzionato nell'879)
- Teodoro † (X-XI secolo)
- Leone † (XI secolo)[4]

### Vescovi titolari
Le cronotassi dei titolari di Sebaste di Cilicia e di Sebaste di Palestina potrebbero contenere vescovi di Sebaste di Frigia, perché nelle fonti citate le cronotassi non sono distinte.
- Pier Grisologo Basetti † (19 dicembre 1834 - 22 giugno 1843 nominato vescovo di Borgo San Donnino)[5]
- Nicola Zoccoli † (15 gennaio 1886 - 4 luglio 1906 deceduto)
- Denis Joseph O'Connell † (16 dicembre 1907 - 19 gennaio 1912 nominato vescovo di Richmond)
- Adolphe-Casimir David † (20 gennaio 1912 - 16 settembre 1915 deceduto)
- Joaquim Mamede da Silva Leite † (7 giugno 1916 - 22 marzo 1947 deceduto)
- Ferenc Rogacs † (28 aprile 1948 - 2 marzo 1958 succeduto vescovo di Pécs)